# Újtelek
Újtelek is een plaats (község) en gemeente in het Hongaarse comitaat Bács-Kiskun. Újtelek telt 516 inwoners (2002).